# Leaena (annélide)
Genre
Synonymes
- Leanea (auctt.)[1]

Leaena est un genre de vers annélides polychètes sédentaires de la famille des Terebellidae.

## Liste d'espèces
Selon World Register of Marine Species (5 janvier 2019) :
- Leaena abyssorum McIntosh, 1885
- Leaena antarctica McIntosh, 1885
- Leaena arenilega Ehlers, 1913
- Leaena caeca Hartman, 1960
- Leaena collaris Hessle, 1917
- Leaena ebranchiata (M. Sars, 1865)
- Leaena langerhansi McIntosh, 1885
- Leaena minima Hartman, 1965
- Leaena minuta Hartman, 1954
- Leaena neozealaniae McIntosh, 1885
- Leaena pseudobranchia Levenstein, 1964
- Leaena videns Chamberlin, 1919
- Leaena wandelensis Gravier, 1911

## Publication originale
- Malmgren, 1866 : Nordiska Hafs-Annulater. Öfversigt af Königlich Vetenskapsakademiens förhandlingar, vol. 22, n. 5, pp. 355-410 (texte intégral) (la), Stockholm.